# Capsule (botanique)
Pour les articles homonymes, voir Capsule.
En botanique, une capsule est :

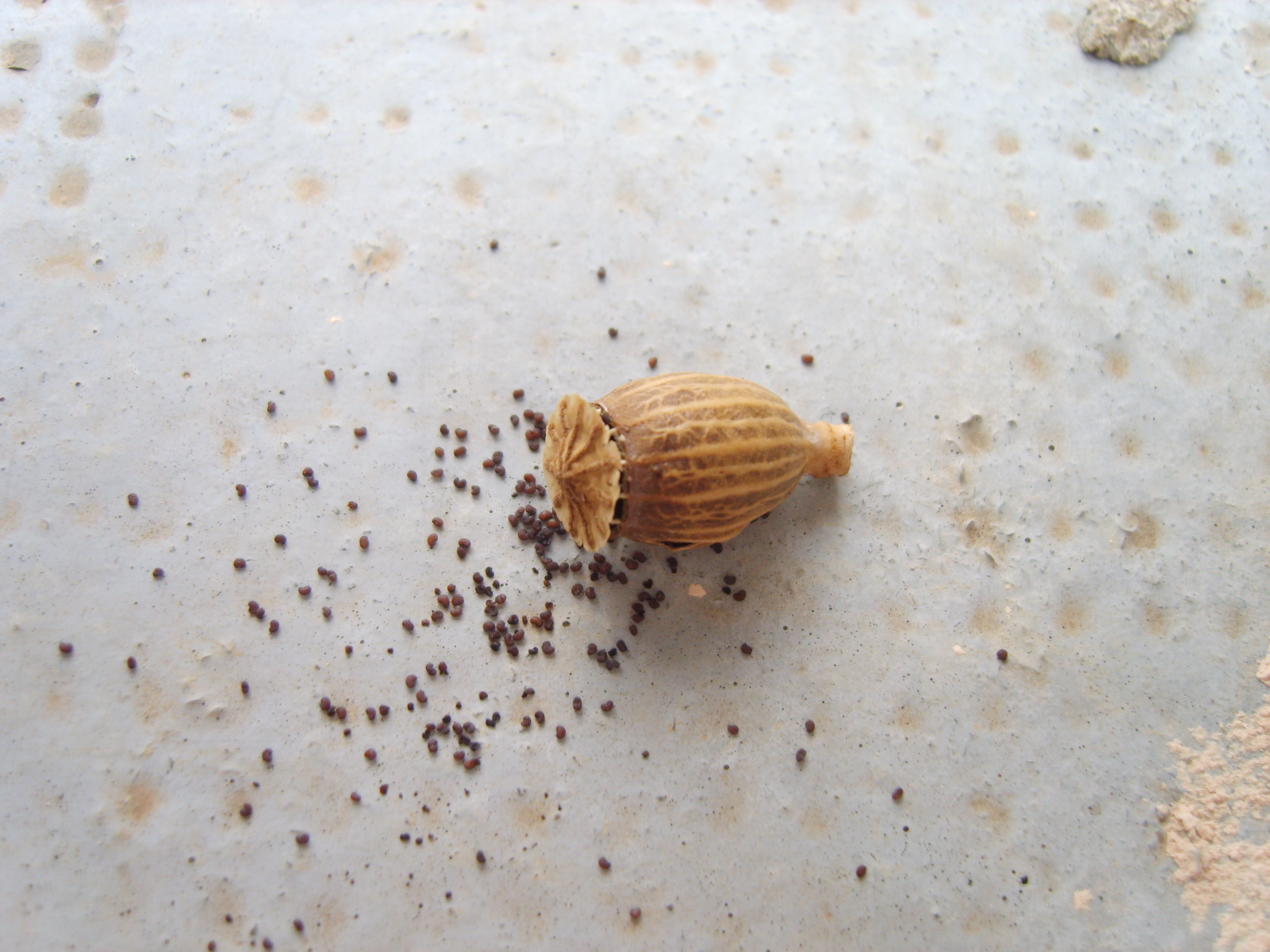
Une capsule de coquelicot avec ses graines

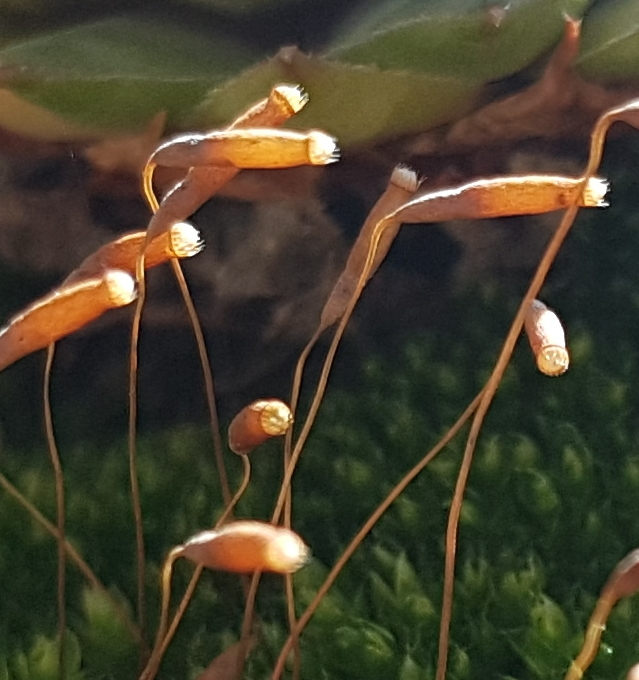
Capsules de bryophyte

- chez les angiospermes, un fruit sec déhiscent s'ouvrant par déhiscence et contenant les graines ; 
cette capsule est issue d'un ovaire à plusieurs carpelles soudés, uni ou pluriloculaires. La déhiscence se fait par divers procédés : fentes, pores, clapets...

- chez les bryophytes, un organe creux (sporange), à parois sèches, à l'extrémité du sporogone et contenant les spores.

## Types de placentation et modes de déhiscence
Selon le type de placentation et le mode de déhiscence, on peut distinguer différentes catégories de capsules :
- déhiscence septicide : la déhiscence se fait par des fentes le long des lignes de suture des carpelles, qui se trouvent ainsi séparés (cas de la digitale) ;
- déhiscence loculicide : les fentes se situent au milieu de chaque carpelle (cas de la tulipe)
- déhiscence à fentes paraplacentaires : la déhiscence se fait par des valves stériles, les graines restant solidaires de la structure interne du fruit ; cas de certaines orchidées et des plantes à siliques ;
- déhiscence circulaire ou transversale : ouverture par détachement d'un couvercle apical ; ce sont les pyxides ;
- déhiscence poricide ou valvulaire : la déhiscence résulte de l'ouverture de valves ou de pores de dimensions limitées, dans la partie haute de la capsule ; c'est l'agitation par le vent qui fera sortir les graines : cas de la capsule du pavot ; nota : l'incision de la capsule du pavot encore verte laisse écouler un latex qui fournit l'opium.

Dans certains cas, la déhiscence se fait sur un mode explosif, projetant les graines au loin : cas de certains geraniums, violette, impatiente... Ce mode de dissémination se nomme autochorie.

## Galerie

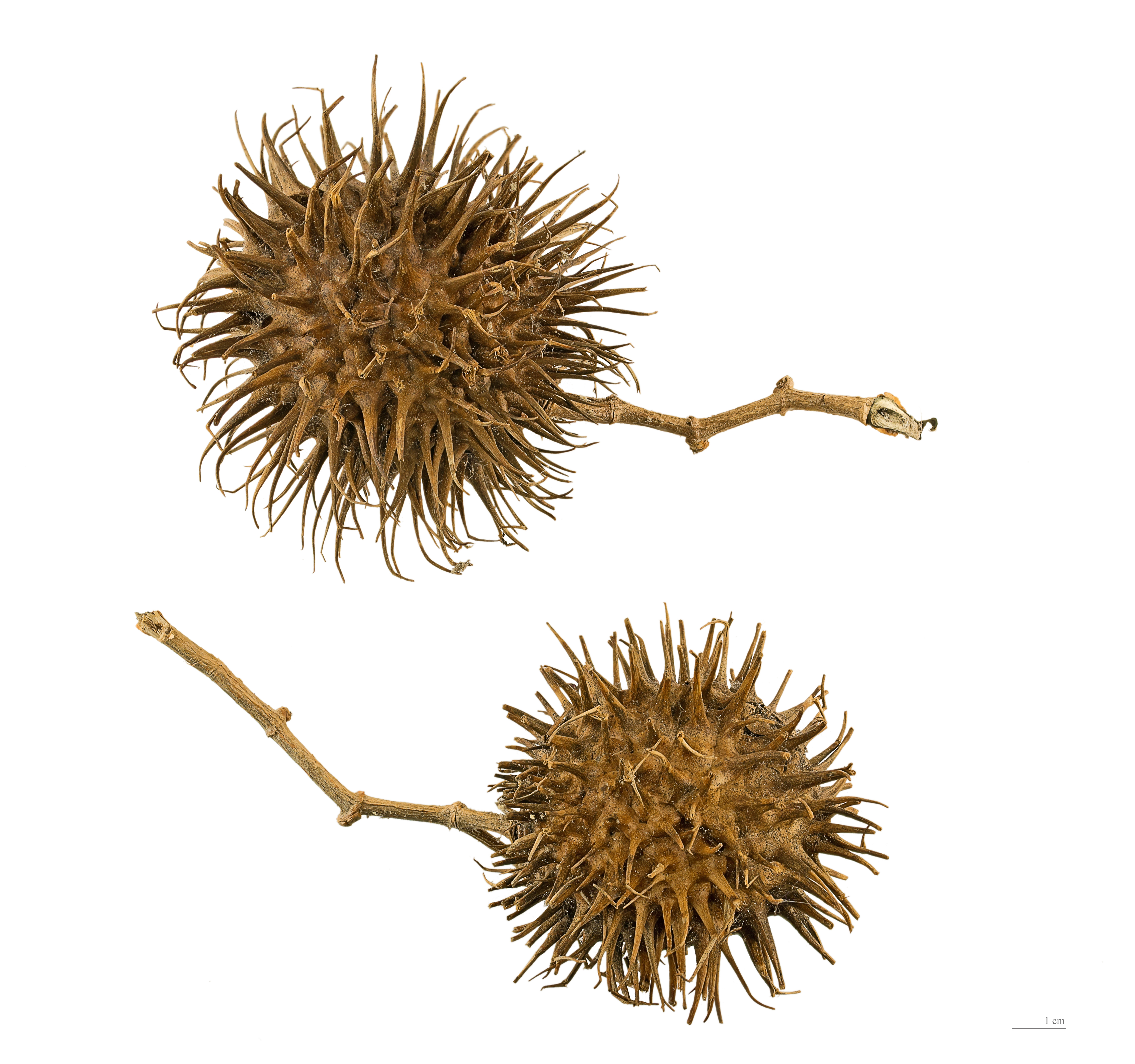
Capsule épineuse d'Allamanda cathartica - Muséum de Toulouse.
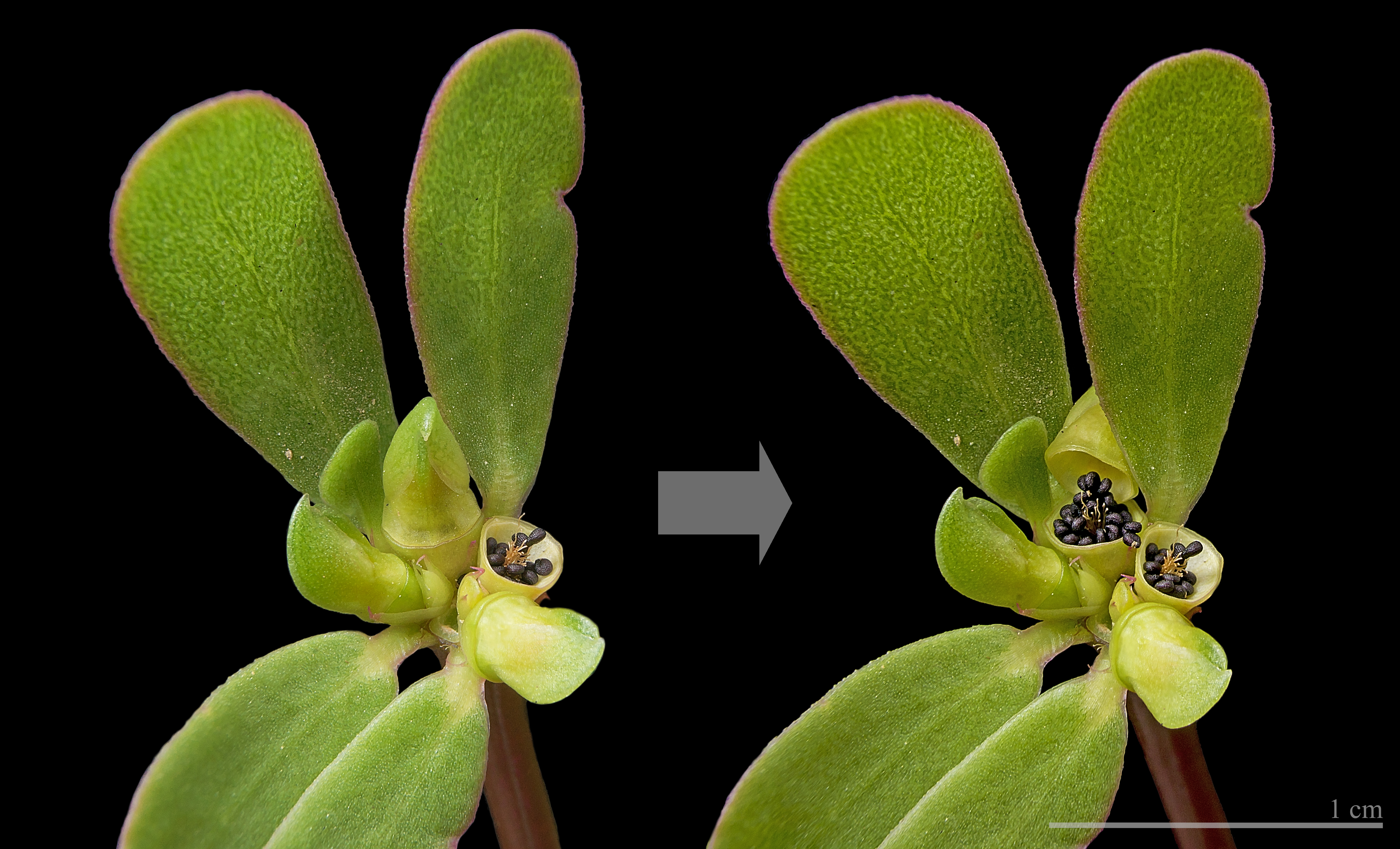
Ouverture d'une capsule de Portulaca oleracea.
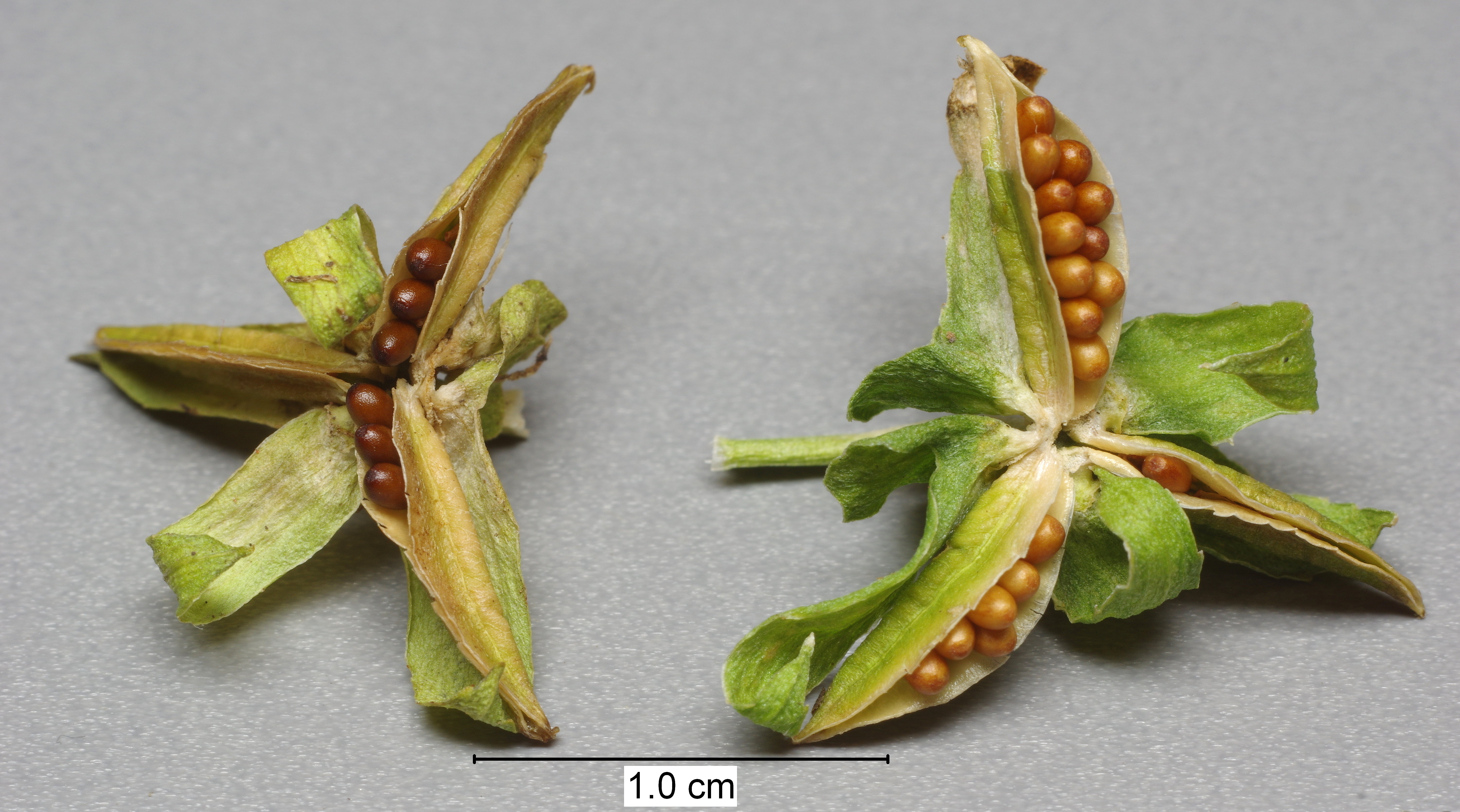
Capsules ouvertes de pensées.
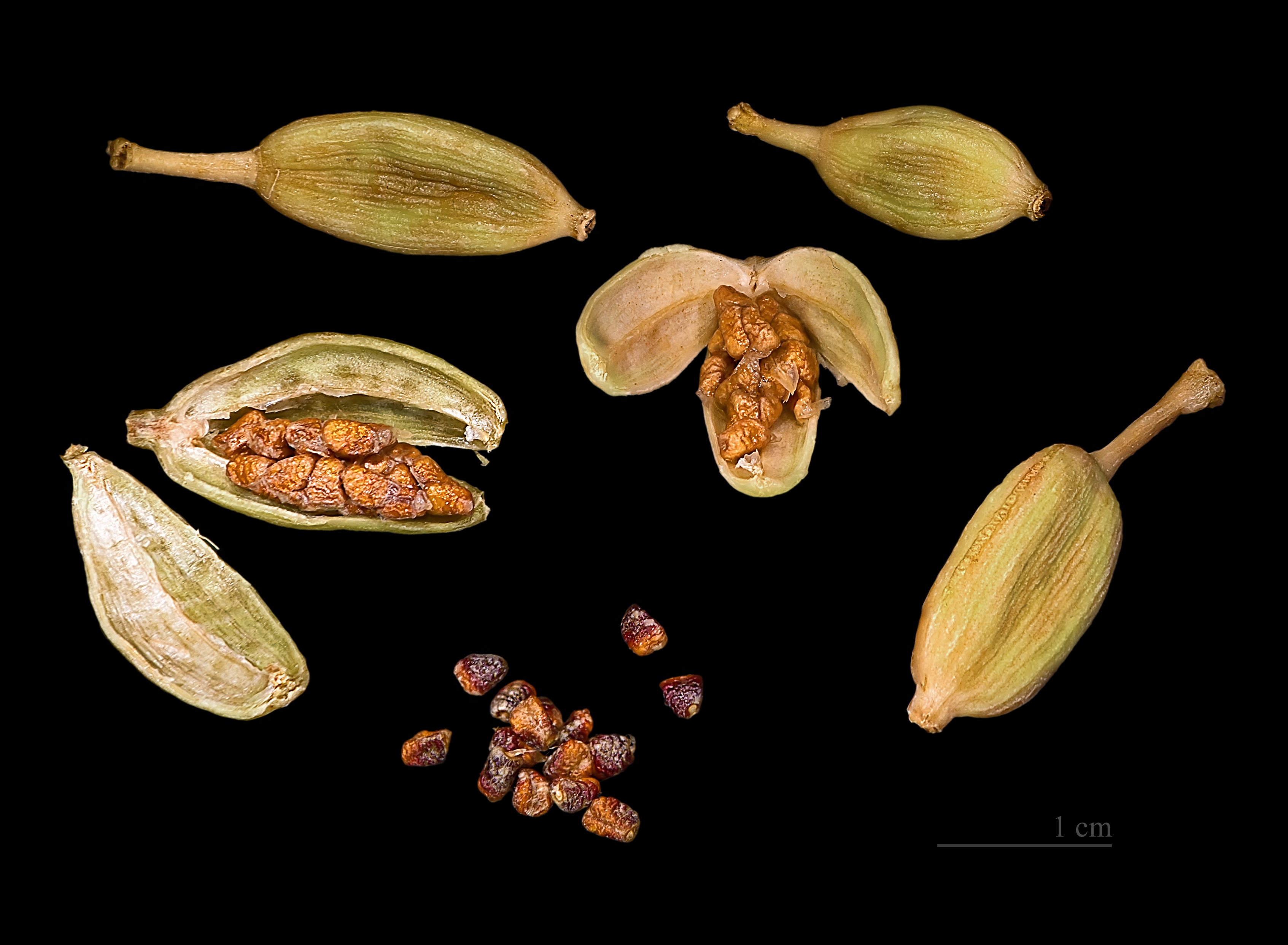
Capsules de cardamome.
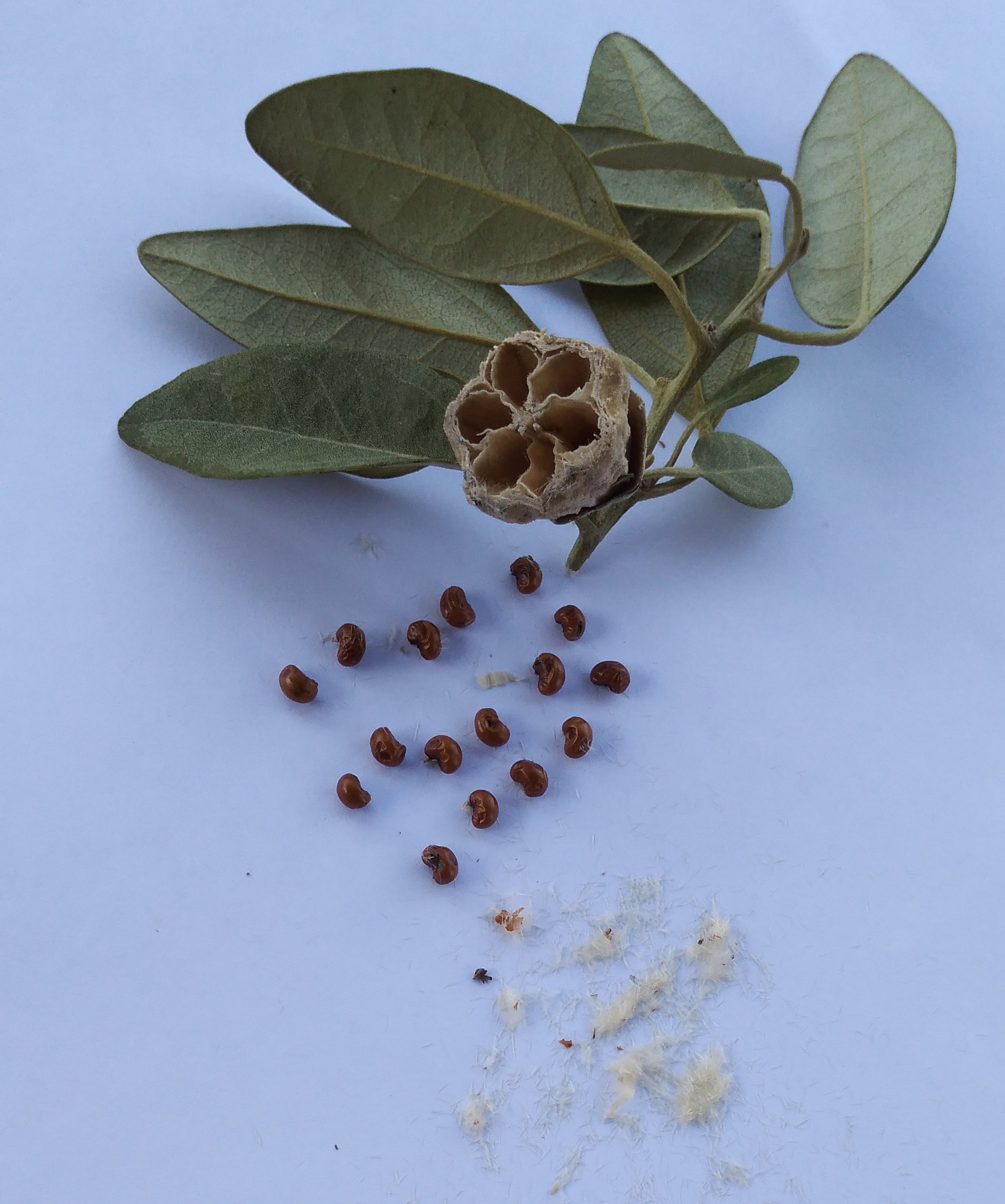
Capsules de Lagunaria patersonia vidé de ses poils et graines.
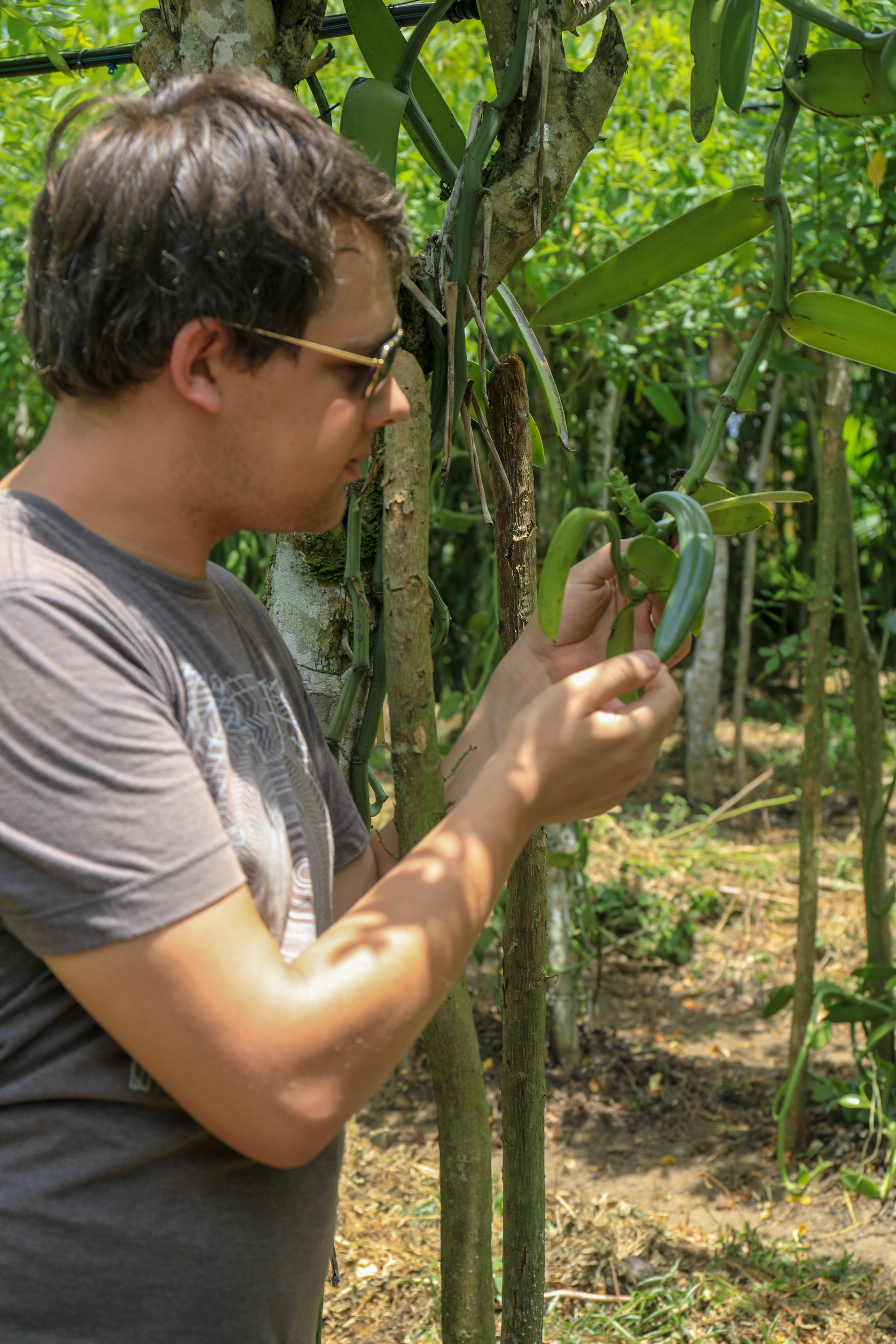
Gousses de vanille sur son pied.